# 約哈德·弗雷蒂
約哈德·弗雷蒂（義大利語：Johad Ferretti；1994年5月30日—）是一位意大利足球運動員。在場上的位置是後衛。他曾效力於意大利足球甲級聯賽球隊AC米蘭足球俱樂部。